# Barbara Lynn Wilson
Barbara Lynn Wilson ( 1951 - ) es una botánica, y curadora estadounidense; que desarrolla actividades académicas en el "Grupo Carex Working", en Eugene.

## Algunas publicaciones
- barbara l Wilson, dale c Darris, rob Fiegener, randy Johnson, matthew e Horning, keli Kuykendall. 2008. Seed Transfer Zones For a Native Grass (Festuca roemeri) Genecological Evidence. NPJ 9:(3) 287-303
- pf Zika, k Kuykendall, bl Wilson. 1998. "Carex serpenticola (Cyperaceae), a new species from the Klamath Mountains of Oregon and California

### Libros
- 2008. Field guide to the Sedges of the Pacific Northwest. Ed. Oregon State University Press. 429 pp. ISBN 0870711970
- 1999. Atlas of Oregon Carex. N.º 1 de Occasional paper of the Native Plant Society of Oregon. Ed. Native Plant Society of Oregon. 29 pp.
- 1999. Fescue taxonomy in the Pacific coast states. Ed. Oregon State University Press. 408 pp.
- 1999. Resource selection by the eastern woodrat (Neotoma floridana floridana). Ed. University of North Carolina at Wilmington. 76 pp.

## Honores
- [1]

- La abreviatura «B.L.Wilson» se emplea para indicar a Barbara Lynn Wilson como autoridad en la descripción y clasificación científica de los vegetales.[2]